# Горный (Хабаровский край)
Го́рный — посёлок (в 1958—2018 — рабочий посёлок) в Солнечном районе Хабаровского края России.

## География
Расположен в центральной части края в 15 км к западу от административного центра посёлка Солнечный, на склонах хребта Мяочан. Расстояние до ближайшей железнодорожной станции 33 км.

## История
Статус посёлка городского типа — с 1958 года. В 1964 году указом Президиума ВС РСФСР рабочий посёлок Солнечный переименован в Горный. 1 мая 2018 года посёлок городского типа Горный преобразован в сельский населённый пункт посёлок Горный.

## Население
| 1959  | 1970  | 1979  | 1989  | 1992  | 2000  | 2002  |
| ----- | ----- | ----- | ----- | ----- | ----- | ----- |
| 2367  | ↗3145 | ↗3207 | ↘2893 | ↘2700 | ↘2100 | ↘1674 |
| 2009  | 2010  | 2011  | 2012  | 2013  | 2014  | 2015  |
| ↗1710 | ↘1523 | ↗1537 | ↗1579 | ↗1612 | ↘1604 | ↘1536 |
| 2016  | 2017  | 2018  | 2019  | 2020  | 2021  |       |
| ↘1482 | ↘1461 | ↘1412 | ↘1359 | →1359 | ↘1134 |       |

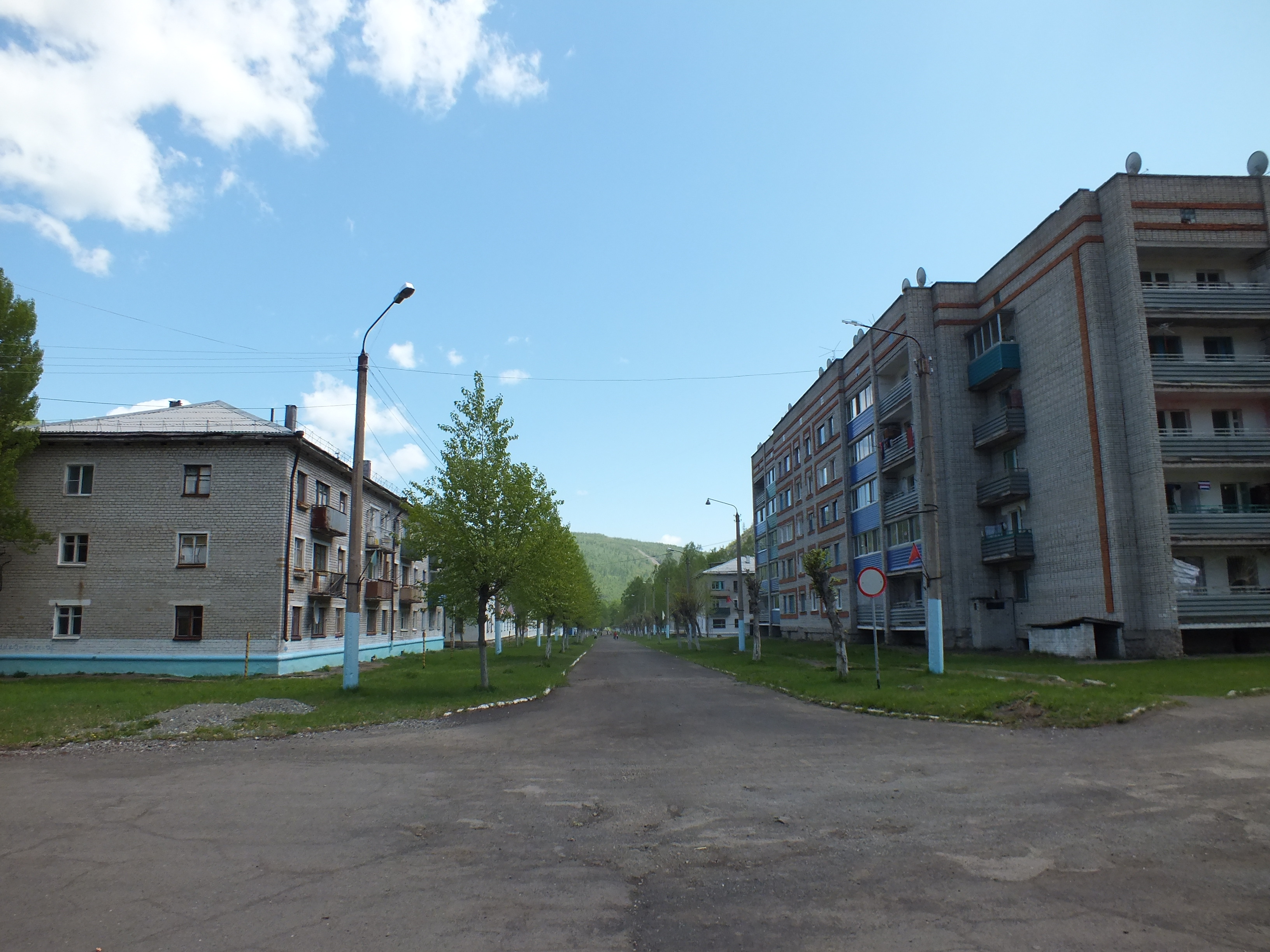
На улице посёлка.
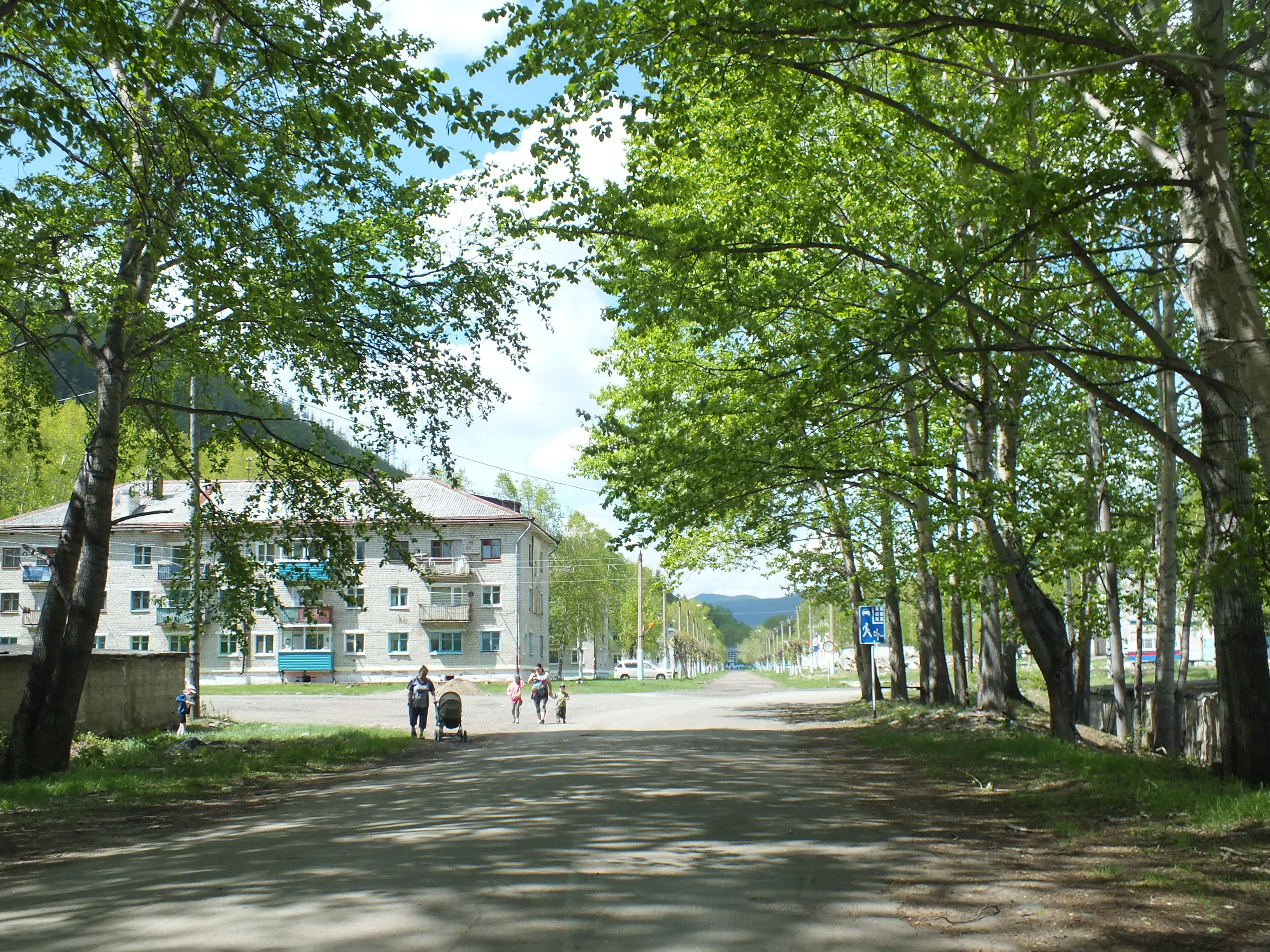
На улице посёлка.
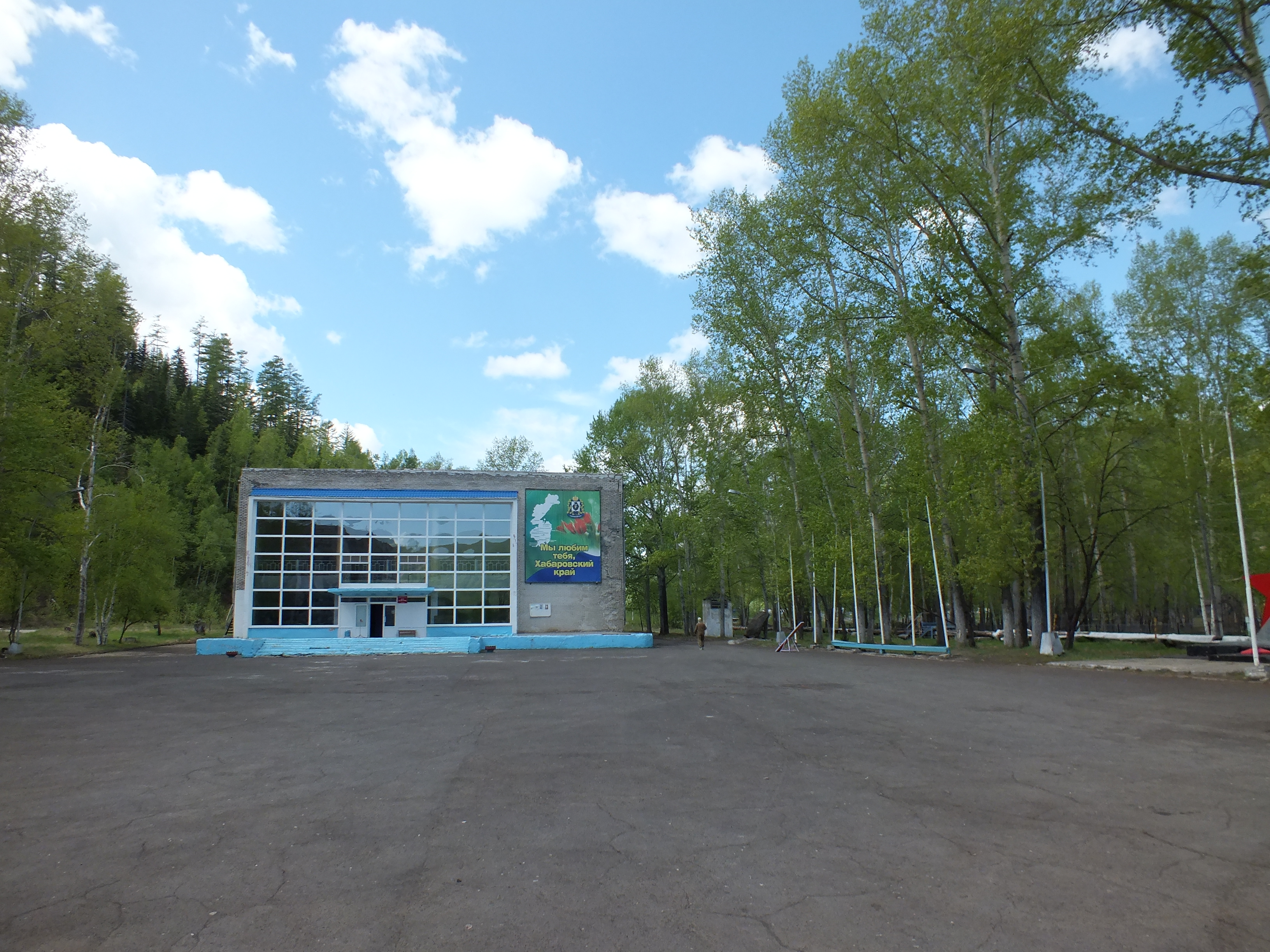
Дом культуры.
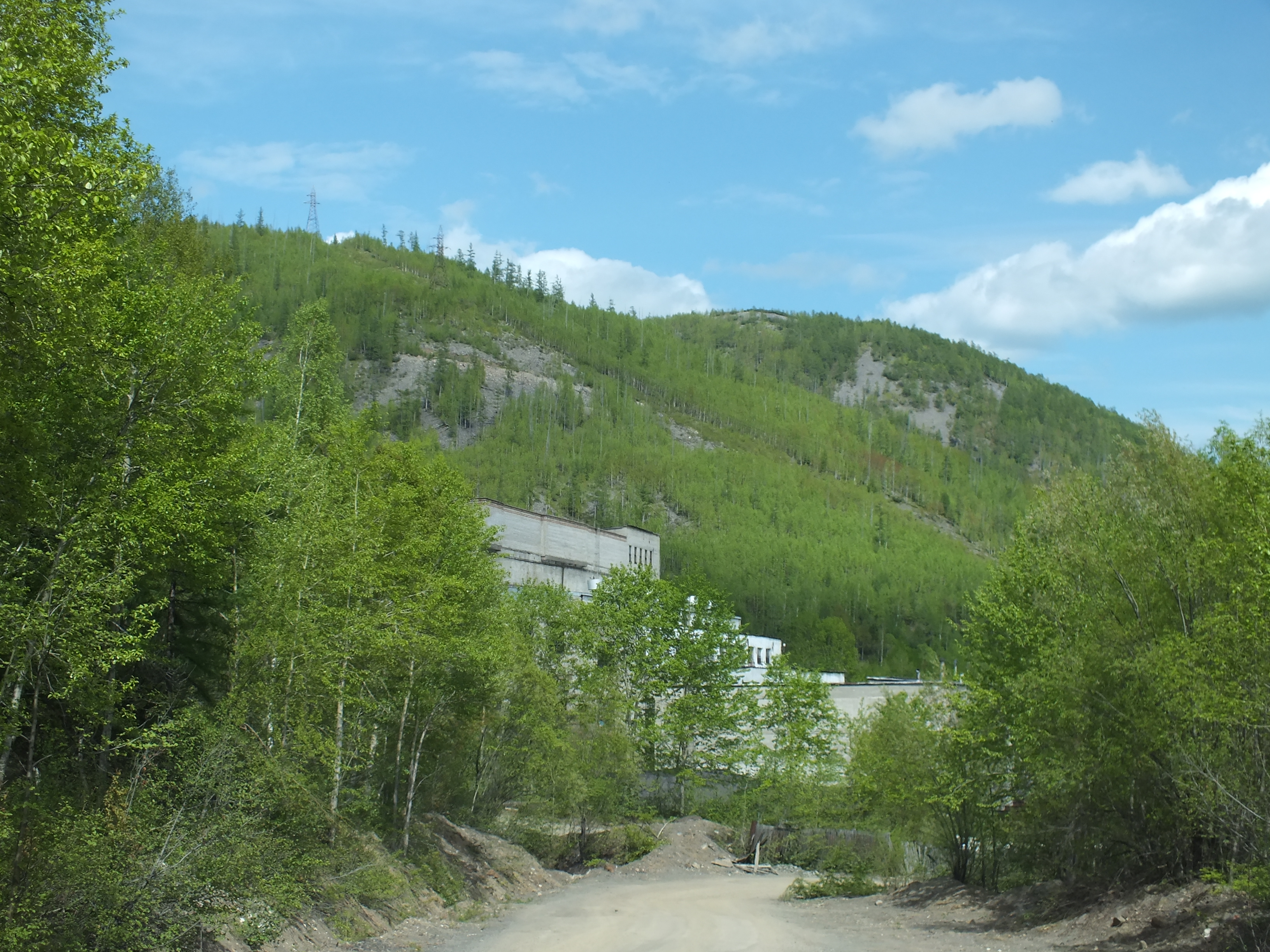
Горнообогатительное предприятие.
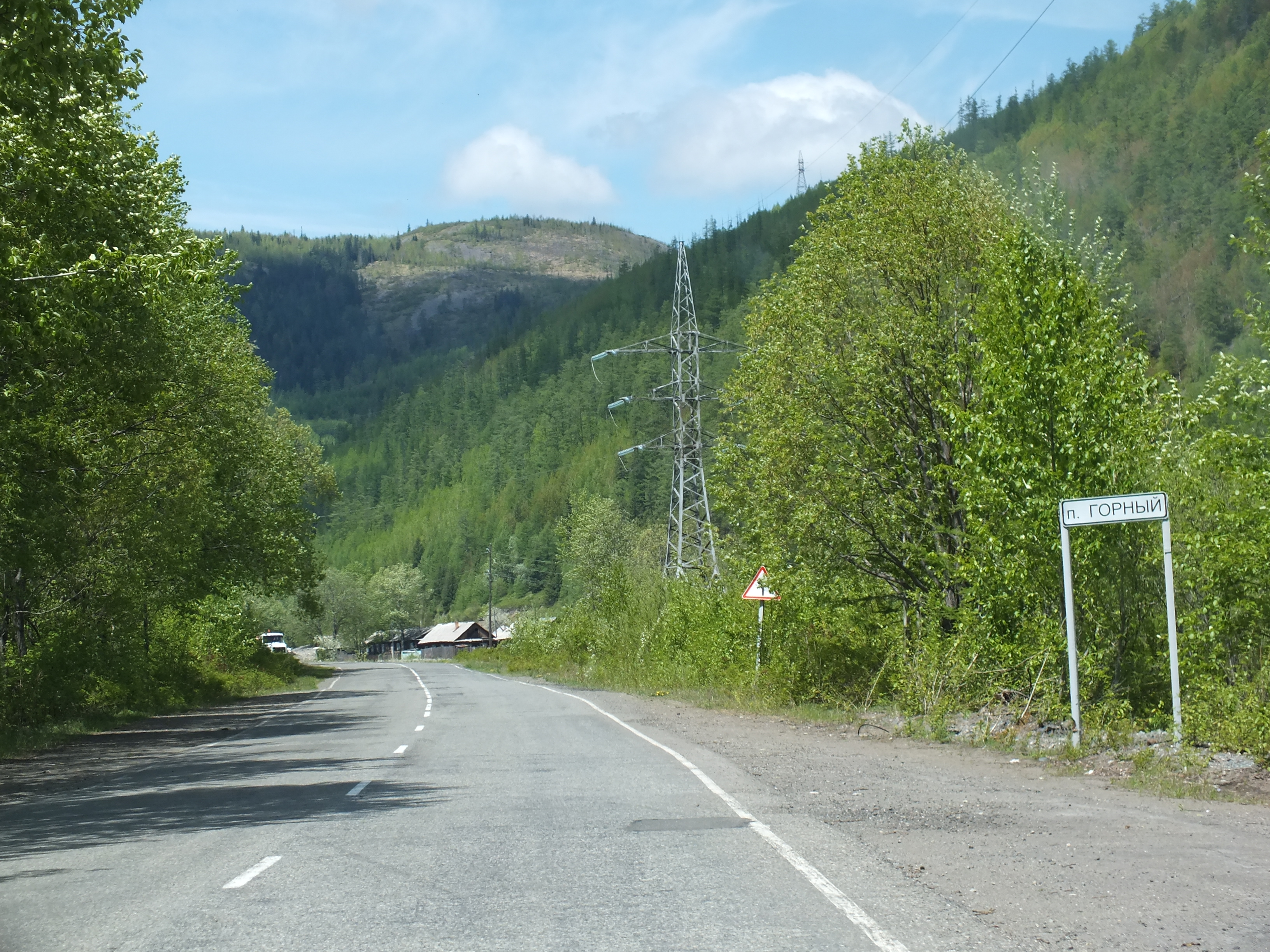
Въезд в пос. Горный.
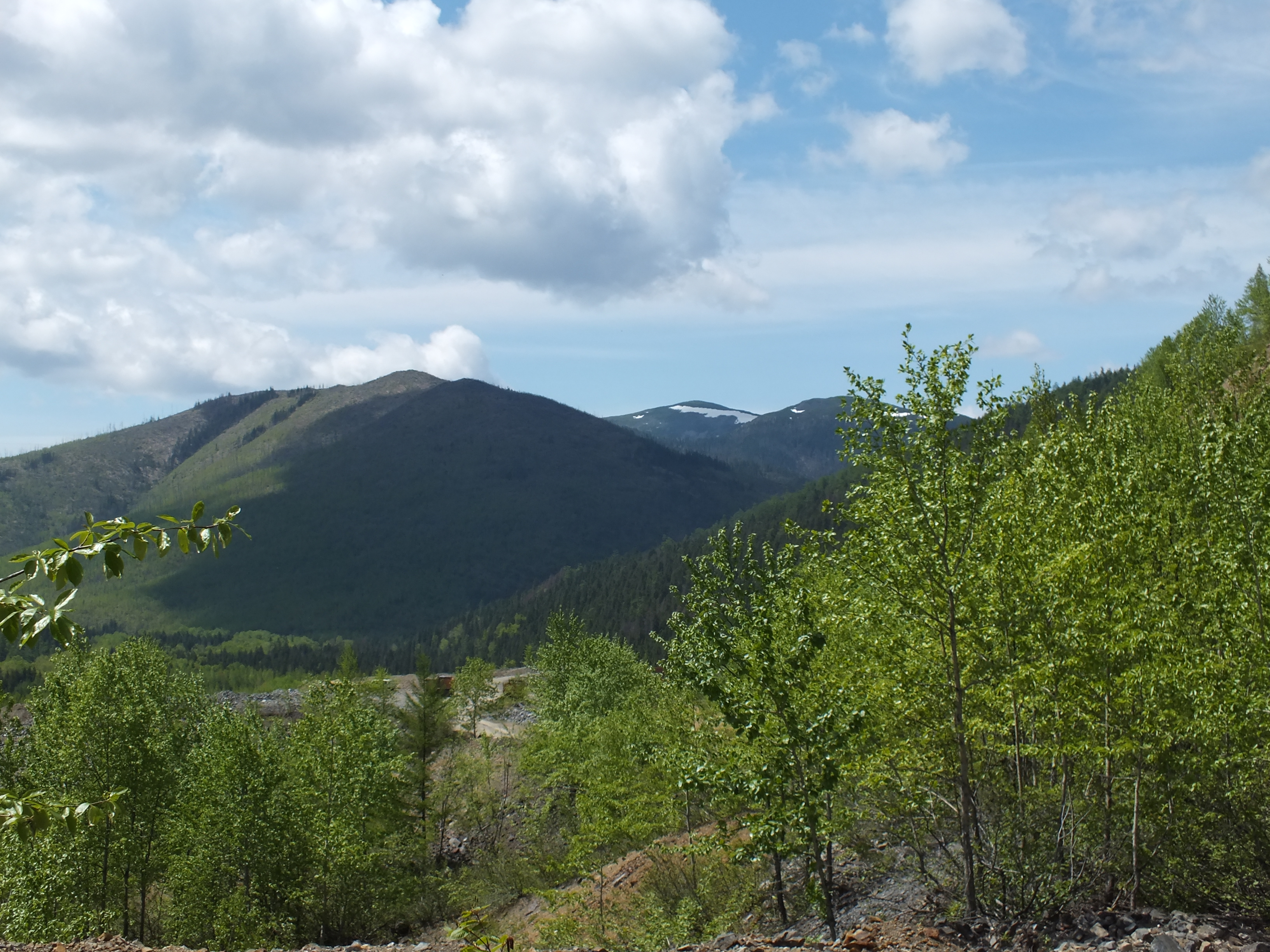
Окрестности пос. Горный, добыча полезных ископаемых.

## Экономика
Горно-обогатительный комбинат, турбаза «Мяо-Чан», предприятие «Горный родник».

## Достопримечательности
Примерно в 7 км от посёлка находится высокогорное озеро Амут.